# قطعنامه ۸۱۰ شورای امنیت
قطعنامه ۸۱۰ شورای امنیت سازمان ملل متحد که در تاریخ ۰۸ مارس ۱۹۹۳ تصویب شد، سندی بین‌المللی دربارهٔ وضعیت کامبوج است. این قطعنامه طی نشست ۳۱۸۱ام با ۱۵ رای موافق، ۰ مخالف و ۰ ممتنع تصویب شد.